# یوسوکه آکاهشی
یوسوکه آکاهشی (ژاپنی: 赤星 雄祐؛ زادهٔ ۲۴ مهٔ ۱۹۹۴) یک بازیکن فوتبال اهل ژاپن است.
از باشگاه‌هایی که در آن بازی کرده‌است می‌توان به باشگاه فوتبال کاماتامار سان‌اوکی اشاره کرد.